# Eric Gehrig
Eric Gehrig (Harvey, 25 december 1987) is een Amerikaans professioneel voetballer die bij voorkeur als verdediger speelt. Hij verruilde in 2015 Columbus Crew voor Chicago Fire.

## Clubcarrière
Gehrig tekende op 17 maart 2011 bij Columbus Crew. Hij maakte zijn debuut op 26 juni 2011 tegen Colorado Rapids. Zijn eerste MLS basisplaats kreeg hij op 6 juli 2011 tegen Vancouver Whitecaps. Op 10 december 2014 werd Gehrig gekozen door Orlando City SC gekozen in de MLS Expansion Draft om vervolgens direct naar Chicago Fire gestuurd te worden inruil voor een keuzemogelijkheid in de tweede ronde van de MLS SuperDraft 2016. 